# Old Amsterdam
Old Amsterdam is een merk voor Goudse kaas van Westland Kaasspecialiteiten B.V. uit Huizen in Het Gooi. Het kaasmerk is sinds 1985 op de markt.
De televisiereclames van de firma, waarbij in oude filmpjes de naam Old Amsterdam in het straatbeeld geplaatst is, moeten een sfeer rond het merk creëren van ouderwetse kwaliteit. De kaas komt echter niet uit Amsterdam en het gaat niet om oude kaas volgens de gebruikelijke omschrijving als kaas die één jaar of langer is gerijpt. De firma Westland heeft verklaard dat Old Amsterdam acht maanden gerijpt wordt. Door een snel rijpend zuursel aan de kaas toe te voegen wordt de kenmerkende kristalvorming van een 18 maanden gerijpte kaas eerder bereikt. Het verschil met een 18 maanden gerijpte kaas is de weeïge, zoete smaak die een snelrijpend zuursel aan kaas geeft, en juist het ontbreken van een voor elke kaassoort uniek terroir dat tot ontwikkeling komt tijdens een langer rijpingsproces.
Old Amsterdam wordt wereldwijd geëxporteerd. Het bedrijf Westland is gespecialiseerd in de verkoop van kaas onder merknaam, zo is ook Maaslander een merk van het bedrijf.

## Imitatie en merkinbreuk
De Old Amsterdamkaas kwam in februari 2008 opvallend in het nieuws omdat er imitatie-Old Amsterdam in omloop was. Het was de eerste maal dat een kaasmerk geïmiteerd werd. Op de namaak-kazen werd beslag gelegd en tegen de verkopers werd een rechtszaak aangespannen.
Naast namaak-kazen zijn er ook kazen die inbreuk maken op de merkrechten van Westland zonder een exacte kopie van de kaassoort te zijn. In november 2009 speelde een rechtszaak tussen kaashandel Den Dekker en Westland. Den Dekker verkocht kazen met een zwarte korst onder de naam Oud Amsterdam, volgens Westland Kaasspecialisten een inbreuk op het merk Old Amsterdam. Op het verweer van Den Dekker dat het gewoon een soortnaam (Amsterdammer kaas) en type aanduiding (oude kaas) betrof betoogde Westland dat Old Amsterdam een merknaam is en geen echte Amsterdammer kaas maar Goudse kaas. De rechter besloot op 1 december 2009 dat de redenering van Den Dekker geen steek hield, omdat de aanduiding 'Amsterdammer kaas', anders dan 'Goudse' of 'Edammer kaas', krachtens de nu geldende warenwettelijke regeling een soortnaamaanduiding is die niet meer gebruikt wordt.